# Clermont-i zsinat
A clermont-i zsinat 1095. november 18-28. között zajlott Clermont-ban. A zsinat a Notre-Dame du Port-templomban volt megtartva és részt vett rajta a legtöbb nyugati ország küldötte, egyházi személyek illetve a bizánci császár küldöttei. A zsinat az „első keresztes hadjárat” meghirdetése révén vált híressé, a fölhívást pedig az utolsó napon, (november 27.) II. Orbán pápa a városkapu közelében lévő mezőn tette meg. Ékesszólása és szónoki képességének köszönhetően a tömeg ujjongva, „Deus le volt!” („Isten akarja!”) felkiáltásokkal szakította meg a beszédet.

## Előzmények

### Zarándokok és népnövekedés

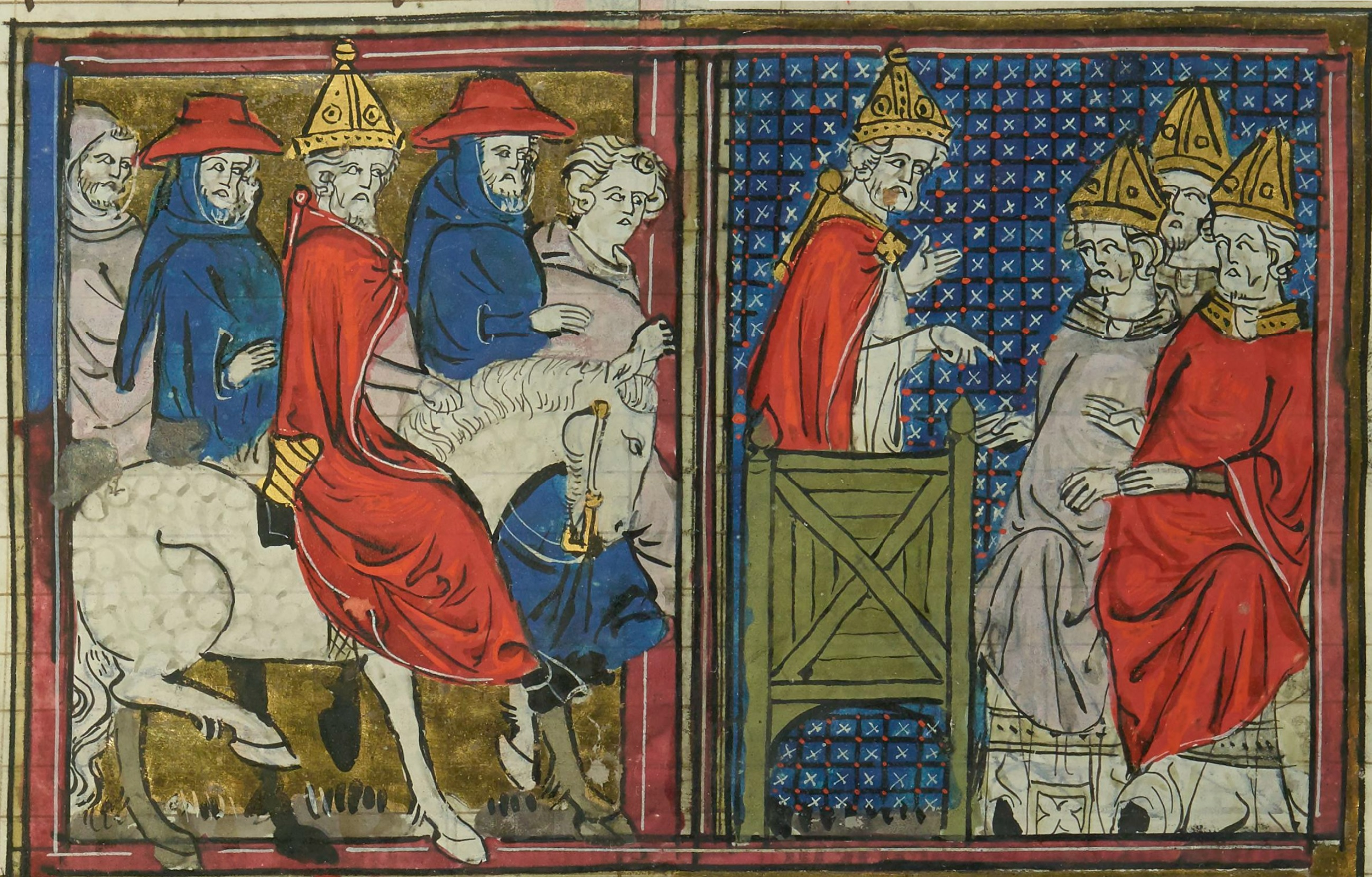
II. Orbán pápa megérkezik Franciaországba, hogy megtartsa a clermont-i zsinatot

A kora középkorban a zarándoklat a középkori vallásosság egy fontos eleme volt. Az európai zarándokok gyakran keresték fel a szent helyeket illetve erősen vonzották őket a keresztény ereklyék is. Az egyik legnehezebb de legkívánatosabb cél Jeruzsálem volt, ahova tömegek vándoroltak, hogy onnan megtisztulva pálmaággal (a zarándoklat jele) térjenek haza. A muszlim vezetők nem akadályozták a zarándokokat, de a szeldzsuk hódítása után a város elérése, szinte lehetetlennek tűnt. Zarándok csoportokat támadtak meg és fosztottak ki, vagy mészároltak le.
Az "agrárforradalom"-nak köszönhetően a népesség jelentősen megnövekedett, a föld nehezen bírt el ennyi embert és Nyugat-Európa felől egy erős expanzió (terjeszkedés) indult kelet felé. (Körülbelül 46 millió ember élt akkor Európában.) A clunyi reformok után az egyház befolyása nagyobb lett, a század végére az emberek vallásossága megnőtt. Ennek oka lehetett egyebeken kívül a végítélet napjának eljövetele, melyet a jubileumi évben vártak. (1000-re)

### A zsinat előtt
II. Orbán pápa (1088-1099) 1095 elején összehívta a nyugati kereszténység képviselőit első nagy zsinatjára, melyet márciusra, Piacenzába hirdetett meg. A zsinat mint a nyugati kereszténység legfőbb bírósága bíráskodott, ahol a pápa volt a főbíró. A résztvevők között voltak a bizánci császár, Alexiosz küldöttei is, akik sikeresen meggyőzték a pápát és legtöbb püspökét, hogy a kereszténység fő bástyája veszélyben van. Orbán együtt érzett a császárral és a toborzásnál egy dicsőbb terv fogant meg fejében: "a szent háború".

## A zsinat

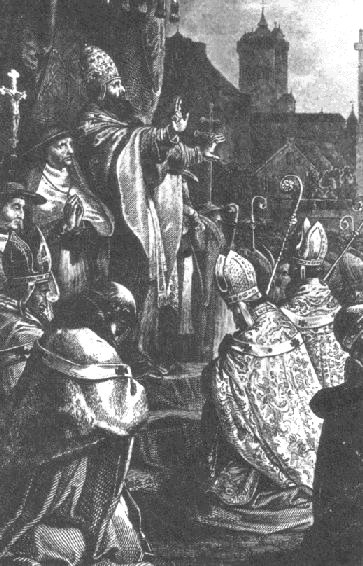
Orbán meghirdeti a keresztes hadjáratot.

II. Orbán pápa megérkezik Franciaországba, hogy megtartsa a clermont-i zsinatot
A clermont-i zsinat 1095. november 18. és 28. között gyűlésezett Clermont-ban, Franciaországban. Az eseményen több mint 100 egyházi személy vett részt. Az aktuális ügyeket nézve: megerősítették a szimónia, és a papi házasság elleni dekrétumot, helyeselték az Isten tűzszünetét, továbbá kiközösítették Cambrai püspökét szimónia miatt, továbbá megállapították Lyon érsekségének elsőbbségét a sens-i és reimsi egyháztartományokkal szemben. A zsinat vád alá helyezte I. Fülöpöt, ugyanis Lyon érseke korábban kiközösítette az uralkodót házasságtörés miatt. Fülöp bevallotta, hogy feleségét, Berthát eltaszította magától és Bertradát szerette. Ezek alapján Orbán egyházi átokkal sújtotta a francia királyt. A zsinat alatt kihirdették, hogy november 27-én a pápa nyilvános gyűlést tart, ahol nagy bejelentést tesz. A tömeg akkora lett az említett napon (laikusok, egyházi emberek), hogy a pápa trónját a városon kívül, a városkapu közelében, egy mezőn állították föl. Bár a pápa beszédét 4 egykorú krónikás is rögzítette, mindegyikük évekkel később a zsinat és az első keresztes hadjárat sikeressége fényében jegyezték fel krónikájukba, így csak nagyjából tudhatjuk, hogy mit mondhatott Orbán. Először beszélt Bizánc megpróbáltatásairól, majd kiemelte a Jeruzsálembe tartó vándorok megpróbáltatásait, és hogy mennyire kivételes szentségű város. Ezek után megtette bejelentését, hogy gazdag és szegény együtt vágjon neki és az egymással hadakozó keresztények inkább Isten ügyét szolgálják. Mert aki ebben a háborúban odavész, az bűnbocsánatot nyer, mert az élet itt nyomorúságos de odaát gazdagok lehetnek, és hogy a nyár eljövetelével Isten vezérletével induljanak.
A válasz nem váratott magára: „Deus le volt!” („Isten akarja!”) kiáltások szakították meg Orbán szenvedélyes szónoklatát. Le Puy püspöke a trónushoz térdelt és kérte, hogy csatlakozhasson a szent expedícióhoz. Utána még több százan követték, majd Gergely bíboros rázendített a Confiteorra, a tömeg pedig ismételte őt. Orbán feloldozása után a pápa elbocsájtotta a jelenlévőket. A zsinat a pápa kérésére határozott arról, hogy akik részt vesznek a szent háborúban elengedik a bűneikért kirótt tartozást. Később ezt kiegészítették azzal, hogy a keresztet fölvevők világi javait az egyház gondozásában megőrzik, azt visszatéréskor érintetlenül visszaszolgáltatják. A keresztet vörös fonállal a vállukra kellett varrniuk, valamint a keresztet fölvevőknek esküt kellett tenniük, hogy elmennek Jeruzsálembe, esküszegés esetén pedig az Egyház kiközösíti őket. Kihirdették, hogy augusztus 15.-re mindenkinek készen kell állnia.

## Következményei

### Keresztes hadjáratok
A fölhívás révén már áprilisában több tízezres parasztseregek indultak meg a Német-római birodalmon és a Magyar királyságon át Konstantinápoly felé. A feltüzelt tömeg rengeteg problémát okozott a birodalmaknak, a bizánci katonáknak több ízben is össze kellett ütközniük a keresztesekkel. A szegények hadjárata a Szeldzsuk birodalomban ért véget, ahol a török katonák könnyen legyőzték őket.
1096 augusztusában több szervezettebb és rendezettebb sereg is útra kelt, akik Konstantinápolyban egyesültek, majd áthajóztak a Boszporuszon. Több év hadakozás, éhezés és kimerültség után 1099-ben sikeresen bevették Jeruzsálemet. A hadjáratnak köszönhetően több latin állam létesült a Földközi-tenger keleti partján, illetve a szent város kitüntetett szerepe miatt a későbbi években még több keresztes hadjáratot indítottak annak visszaszerzésére.